# Pandemia de COVID-19 en Islas Malvinas
El primer caso de la Pandemia de COVID-19 en las Islas Malvinas se confirmó el 3 de abril de 2020. En la actualidad hay 1,930 casos confirmados (1,881 recuperados). Las islas son un territorio no autónomo controladas por Reino Unido y reclamadas por Argentina. El gobierno argentino incluye el número de contagiados en las islas en su lista nacional.

## Antecedentes
El Plan de Enfermedades Infecciosas de las Islas Malvinas estableció etapas para la respuesta al COVID-19. Las Islas Malvinas han llevado a cabo preparativos sólidos para COVID-19. Se anunció que las medidas pueden incluir: 
- Restricciones en todos los viajes no esenciales, tanto internacionales como locales.[5]
- Posibles cambios en la asistencia a escuelas y guarderías, que se implementarán gradualmente en las próximas semanas.[5]
- Arreglos revisados sobre el uso del Servicio Aéreo del Gobierno de las Islas Malvinas (FIGAS) y la Bahía de Concordia.[5]
- Cambios en la prestación de servicios de salud. Esto incluye cambios en la forma en que operará el Hospital Memorial Rey Eduardo VII (KEMH). Las visitas médicas al campamento también se incrementarán.[5]
- Contactando a las personas vulnerables que conocemos y brindando más consejos.[5]
- Se están desarrollando una serie de medidas para apoyar la economía de las Islas Malvinas, incluidas las empresas y el personal, que se anunciarán a su debido tiempo.[5]

No hay instalaciones para detectar el virus en las Malvinas y se necesitan alrededor de 10 días para obtener los resultados de la prueba de Reino Unido, que está a casi 8000 millas de distancia. El 23 de marzo, el Gobierno de la República Argentina ofreció suministros médicos al embajador británico en Brasil para las Malvinas, incluidas las pruebas Covid 19, pero a partir del 27 de marzo, el gobierno británico de las islas no ha seguido la oferta.

## Cronología

### Marzo
El 19 de marzo, alrededor de 238 personas volaron de las islas en un avión con destino a Córdoba, Argentina.
El gobierno de las Islas Malvinas confirmó que ha tenido contacto con el Reino Unido en relación con la pandemia. El gobierno de las islas aconsejó a los turistas y extranjeros que abandonaran el archipiélago, ya que no puede garantizar más vuelos que salgan de las islas, mientras que los cruceros que llegan a las Malvinas solo podrían atracar si los pasajeros habían estado a bordo durante al menos 10 días y si ninguno padecía síntomas de COVID-19. Los viajes entre las islas del archipiélago están muy restringidos. Se han implementado medidas de distanciamiento social.
El 23 de marzo, Argentina dijo que había contactado al embajador de Reino Unido en Buenos Aires para ofrecer apoyo material a los habitantes de las Islas Malvinas afectadas por el brote de la enfermedad por coronavirus.
El 26 de marzo, por precaución, el gobierno de las islas ha cerrado todas las escuelas y guarderías hasta el 4 de mayo.
El 28 de marzo, se confirmó que un niño estaba gravemente enfermo con sospecha de COVID-19 y estaba siendo tratado en un pequeño hospital en Stanley.

### Abril
El 3 de abril , se confirmó oficialmente el primer caso en las Islas Malvinas. Todas las escuelas y guarderías fueron cerradas y todos los trabajadores no considerados críticos dijeron que se quedaran en casa.
El 5 de abril, se confirmó un segundo caso.
El 8 de abril, hubo cinco casos y una recuperación, todos en el Complejo Mount Pleasant. 137 personas han sido probadas hasta ahora.
El 14 de abril, hubo 11 casos y una recuperación.
Hasta el 15 de abril, se habían procesado 255 muestras. Se pusieron en práctica medidas adicionales, y los viajes desde y hacia el Complejo Mount Pleasant necesitaban ser aprobados.
El 17 de abril, se anunció un conjunto de medidas para individuos y empresas que incluye, entre otros, un esquema de retención de empleo, subsidio de desempleo, subvenciones no reembolsables para empresas.
El 23 de abril, se anunció que las Islas Malvinas podrán realizar pruebas de COVID-19 la próxima semana cuando lleguen las máquinas de prueba. Hasta el momento se han enviado 337 muestras al Reino Unido.
El 24 de abril, se anunció que la industria pesquera se enfrenta a un momento difícil debido a la pandemia de coronavirus. Entre el 50 y el 60% del PIB de las Malvinas depende de la pesca.